# Nanakita
Nanakita (七北田川, Nanakita-gawa) is een rivier van 45 km in Japan geheel gelegen in de prefectuur Miyagi. De rivier stroomt vanop de berg Izumigatake in Izumi-ku (Sendai) en mondt uit in de Baai van Sendai in de Grote Oceaan.